# جک کلارک (بازیکن فوتبال، زاده ۲۰۰۰)
جک ریموند کلارک (انگلیسی: Jack Raymond Clarke؛ زادهٔ ۲۳ نوامبر ۲۰۰۰) بازیکن فوتبال اهل انگلستان است.
از باشگاه‌هایی که در آن بازی کرده‌است می‌توان به لیدز یونایتد، تاتنهام هاتسپر و کویینز پارک رنجرز اشاره کرد.